# Etherley
Etherley – civil parish w Anglii, w hrabstwie Durham. W 2011 civil parish liczyła 2060 mieszkańców.